# Pancenkî, Mirhorod
Pancenkî (în ucraineană Панченки) este un sat în comuna Ostapivka din raionul Mirhorod, regiunea Poltava, Ucraina.

## Demografie
Componența lingvistică a localității Pancenkî
     Ucraineană (100%)
Conform recensământului din 2001, toată populația localității Pancenkî era vorbitoare de ucraineană (100%).